# Parc des Chutes-Dorwin
Vous pouvez aider à l'améliorer ou bien discuter des problèmes sur sa page de discussion.
- Il ne s’appuie pas, ou pas assez, sur des sources secondaires ou tertiaires. (Marqué depuis août 2020)
- Il n’est pas rédigé dans un style encyclopédique. (Marqué depuis novembre 2021)

- Archive Wikiwix
- Bing
- Cairn
- DuckDuckGo
- E. Universalis
- Gallica
- Google
- G. Books
- G. News
- G. Scholar
- Persée
- Qwant
- (zh) Baidu
- (ru) Yandex
- (wd) trouver des œuvres sur Wikidata

Le parc des Chutes-Dorwin est un site récrotouristique, situé le long de la rive nord de la rivière Ouareau, dans la municipalité de Rawdon, dans la municipalité régionale de comté (MRC) de la Matawinie, dans la région administrative de Lanaudière, dans la province de Québec, au Canada.
Ce parc est associé à trois sites municipaux: le Parc des chutes Dorwin, le parc des Cascades et la plage municipale. Ces trois sites sont accessibles gratuitement pour tous les résidents de Rawdon. Les visiteurs peuvent y accéder en acquittant le tarif d'entrée et porter le bracelet prescrit qui permet l'accès aux trois sites.

## Parc des Chutes-Dorwin
Ce parc des chutes Dorwin est accessible par la route 125 et la route 335. Ce parc est situé sur le bord de la rivière Ouareau, du côté sud du village de Rawdon, au 3102, 1e avenue.
Principales attractions
Le parc des Chutes-Dorwin comporte notamment:
- 3,0 km de sentiers écologiques d'interprétation de la flore indigène;
- une aire de pique-nique dans les parfums de la pinède centenaire;
- de magnifiques chutes de 18,3 m de hauteur, entourées d'une forêt laurentienne;
- quatre belvédères d'observation (vue panoramique)[1],[3],[2].

## Légende autochtone
La légende autochtone de Hiawhitha transcende dans l'histoire des chutes Dorwin.
Jadis, selon cette légende, un vieux sorcier indien vivait dans les terres de chasse des Algonquins, sur le territoire actuel de Rawdon. Ce sorcier fort rusé, adroit et ayant mauvais caractère, était le tout puissant Nipissingue. Par abus de pouvoir, il convoita la douce Hiawhitha, et personne n’osait contester ses décisions.
Toutefois, Hiawhitha voyait son avenir différemment. Baptisée, elle est née sur les bords du fleuve géant au confluent de la Rivière-Qui-Marche. Elle avait grandi chez les Blancs. Elle aspirait plutôt devenir religieuse au sein d'une communauté, car elle avait de profondes croyances chrétiennes. Fille de Sachem, Hiawhitha ne pouvait pas décliner de se marier; néanmoins, elle pouvait elle-même décider quel l'homme deviendra son époux.
Décontenancé par la demande d'union de Nipissingue, Hiawhitha décida plutôt de consacrer le reste de sa vie à Arondack. Or, ce dernier s'avère être un ennemi juré de Nipissingue. En apprenant le désistement de Hiawhitha, Nipissingue lança les Algonquins sur le sentier de la guerre afin de se débarrasser de cet ennemi. Son anticipation devint réalité avec les aléas des combats. Arondack fut ramené mourant à son wigwam. En tant que garde-malade de la tribu, Hiawhitha se tint à son chevet et le soigna.
Un jour, manquant de plantes médicinales, Hiawhitha marcha vers le précipice Dorwin. Un mince filet d’eau y coulait au fond. Des plantes de salsepareille y poussaient sur les berges. À l’affût, Nipissingue l’aperçut et devint alors fou de rage. Et il s’élança alors vers elle et la précipita dans l’abîme par un geste brusque. En touchant le filet d'eau, le corps de Hiawhitha déclencha un fort coup de tonnerre faisant vibrer le précipice. Puis, une magnifique chute jaillit du sommet. Stupéfait, Nipissingue s’immobilisa. Son corps fut transformé instantanément en pierre par le Grand Manitou. Ainsi, Nipissingue a été condamné à entendre le chant de victoire de Hiawhitha pendant des siècles,,.

## Toponymie
Dans l'usage populaire, cette désignation toponymique soulève un débat. Faut-il utiliser le terme Darwin ou Dorwin? Les gens confondent Charles Darwin, naturaliste et paléontologue anglais. Néanmoins, le terme Dorwin s'avère le plus approprié quant à l'histoire locale, car il perpétue l'oeuvre de vie de Jédéhias Hubble Dorwin, propriétaire de ces terres et d’une scierie.
En 1944, Mme James Ross concéda ces terres à la municipalité de Rawdon. Le 16 mai 1967, il y eut une cession officielle de ces terres au ministère du Tourisme qui transforma le site en un parc récréatif.
Le toponyme est officialisé le 13 mars 1990 à la Banque de noms de lieux de la Commission de toponymie du Québec.